# Gravitationskonstanten

Gravitationskonstanten kan bestämmas med Cavendishs experiment.

Den allmänna gravitationskonstanten brukar betecknas med G och ingår främst i Newtons gravitationslag. G är en universalkonstant vars numeriska värde är  6,67430(15)·10−11 m3 kg-1s-2.
Gravitationskonstanten ska inte förväxlas med tyngdaccelerationen på jordens yta, vilken i Sverige är ungefär 9,82 m/s².